# Saint-Macoux

Saint-Macoux este o comună în departamentul Vienne, Franța. În 2009 avea o populație de 483 de locuitori.